# Winlock
Winlock – miasto w Stanach Zjednoczonych, w stanie Waszyngton, w hrabstwie Lewis.